# Valle de la Pascua

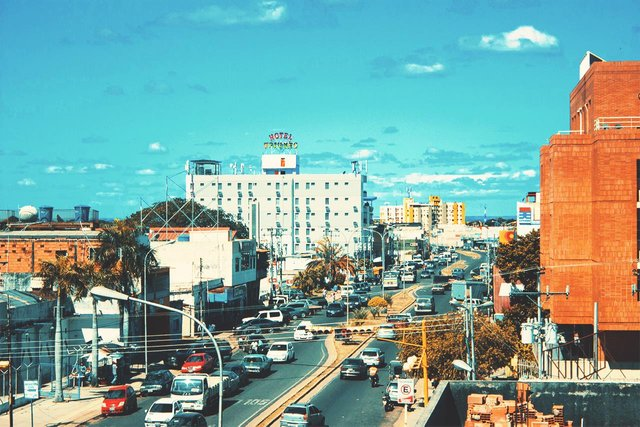
Oeste de la ciudad.

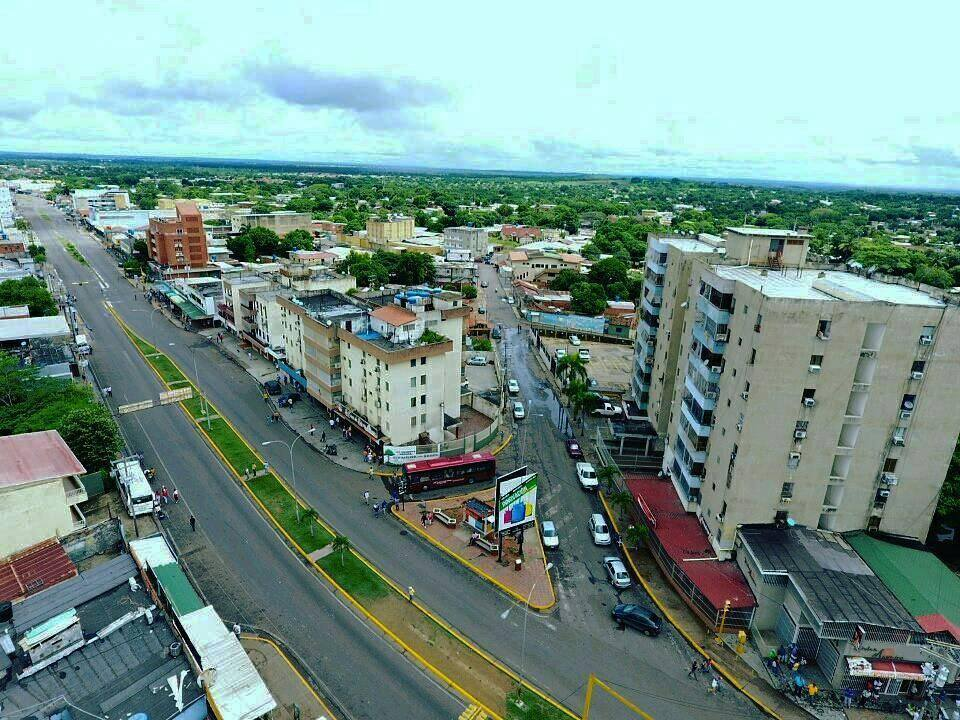
Este de la ciudad.

Valle de la Pascua es una ciudad venezolana, capital del municipio Leonardo Infante en el estado Guárico Se encuentra en los Llanos Centrales de Venezuela y junto a San Juan de los Morros, Calabozo y Zaraza es una de las ciudades más importantes del estado Guárico. La misma no tuvo fundador sino que se formó espontáneamente en el siglo XVI y fue creciendo paulatinamente, las inmediaciones de la ciudad fueron escenario del Sitio de Valle de la Pascua en febrero de 1814.

## Contexto geográfico
La ciudad se encuentra a 125 m.s.n.m. en un altozano en los Llanos centrales, en las cabeceras de la quebrada La Pascua, afluente del río Santiago.
Está ubicada en la carretera que une a Valencia y Maracay con Ciudad Bolívar, así como del ramal que culmina en Barcelona. Constituye el núcleo económico más importante del Estado Guárico, beneficiado como centro de servicios comerciales y administrativos de su vasta zona de influencia sobre comarcas agropecuarias de Tucupido, El Socorro, Santa María de Ipire y Chaguaramas, que explican la instalación de varias agroindustrias como desmotadoras de algodón, textilería, alimentos y bebidas. También tiene influencia sobre la microrregión petrolera de Las Mercedes. Se formó espontáneamente en el siglo XVIII, reconociéndose como caserío en 1783.

## Economía
Esta ciudad se destaca por su actividad agrícola y ganadera, sector de servicios, comercial y por ser un centro económico en el oriente del estado.
Según el censo de 2011, tiene una población de  115 902 habitantes. Los cuales en su mayoría se dedican a actividades del sector industrial, agropecuario y profesional. 
Las actividades culturales y de entretenimiento del municipio están estrechamente vinculadas a sus costumbres y tradiciones populares, enmarcadas en el contexto de una ciudad pintoresca que combina identidad local con hospitalidad turística.
Entre los principales sitios turísticos destacan la Catedral de Nuestra Señora de la Candelaria, la histórica Casa de los Isleños y la Casa de la Cultura “Lorenzo Rubín Zamora”, espacios representativos del patrimonio arquitectónico y cultural de la localidad.
La ciudad es un destino frecuentado por visitantes que buscan explorar los paisajes llaneros, con apoyo de empresas turísticas que organizan recorridos guiados hacia lugares como la laguna artificial y el embalse de Playa de Piedra, puntos de interés natural y recreativo.
En el ámbito digital, la ciudad cuenta con portales de entretenimiento y noticias locales, así como con grupos virtuales de compraventa y subastas, en los que participan activamente tanto habitantes del municipio como residentes de comunidades cercanas, fortaleciendo el tejido social y la economía informal mediante plataformas digitales.

## Transporte

### Vialidad
La ciudad está una encrucijada que la conecta con los municipios cercanos y a su vez vías extensas que comunican a la población de diversas regiones del país, ya que la ciudad es atravesada por la Troncal 13 que llega al crucero de Aragua en el estado Estado Anzoátegui por el este y a Tinaco estado Cojedes por el oeste. Así mismo de Valle de La Pascua nace la Troncal 15 con dirección sureste, pasando la ciudad del El Tigre estado Estado Anzoátegui hasta llegar al Puente Orinoquia que conecta al estado Bolívar y la Región Guayana.

### Transporte público
La ciudad cuenta con diversas líneas de transporte que cubren las rutas más importantes y además de numerosas unidades de taxi.
También posee el Terminal Terrestre Público Juan Arroyo, de donde salen a diario unidades, los destinos más comunes son las ciudades de Caracas, Maracay, Valencia, San Juan de los Morros y Calabozo.

### Aeropuerto
Cuenta con el Aeropuerto de Valle de la Pascua "Tomás Montilla", aunque actualmente los vuelos comerciales no se encuentran disponibles. Solo sirve a empresas de carga, vuelos privados y la aviación militar.

## Geografía

### Relieve
La ciudad se halla a 125 m.s.n.m en un altozano en los Llanos centrales, en las cabeceras de la quebrada La Pascua, afluente del río Santiago.
La estructura geográfica de la zona de Valle de la Pascua ha dado lugar a la existencia de un relieve ondulado y de escasa altitud. En sus alrededores se alternan las ondulaciones con la planicie dominante, sin que existan mayores complicaciones en la configuración del relieve. Se ubica en una zona de paisaje colinoso generalmente suave con una pendiente de alrededor del 8% caracterizado por la notable presencia de valles encajados dentro de este relieve.

### Clima
El clima se encuentra implicado por el relieve y la localización del área. El clima de la zona es el típico llanero, con una temperatura promedio anual de 26,3 °C, con una máxima mensual de 38,8 °C y una mínima de 18,8 °C.
La pluviometría presenta un régimen estacional, en el cual hay dos períodos contrastantes: uno de sequía que se extiende entre los meses de diciembre y marzo y otro de lluvias que abarca los meses comprendidos entre abril y noviembre con una pluviosidad alta promedio anual de 955.6 mm ( la más alta de los llanos).

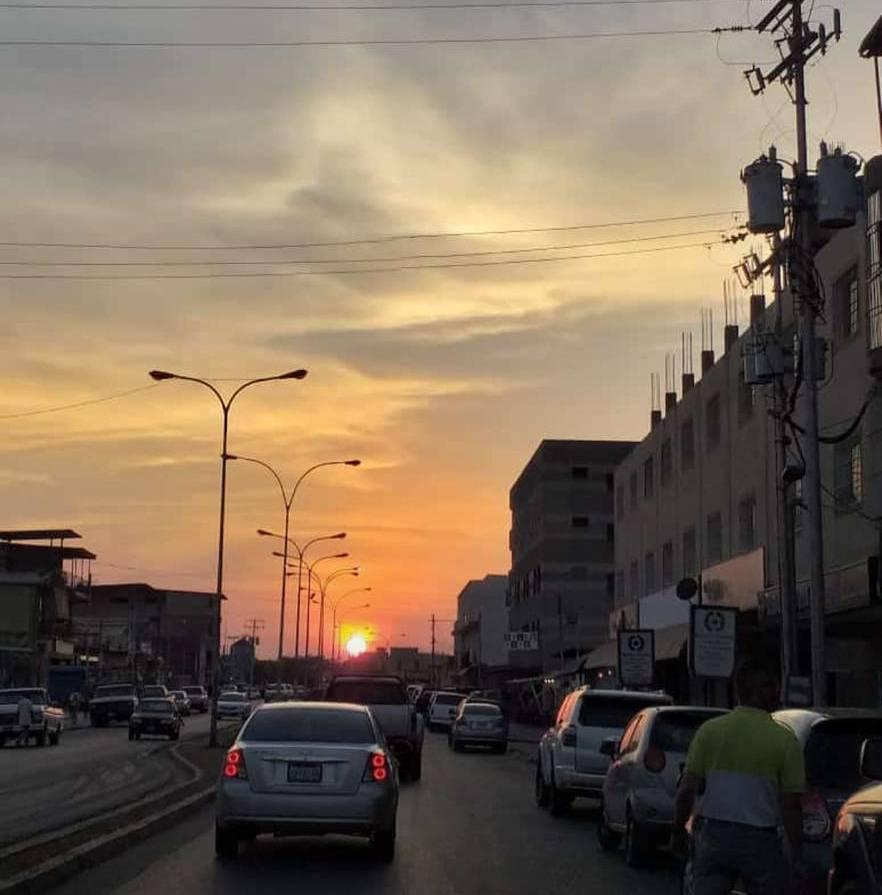
Atardecer en la ciudad.

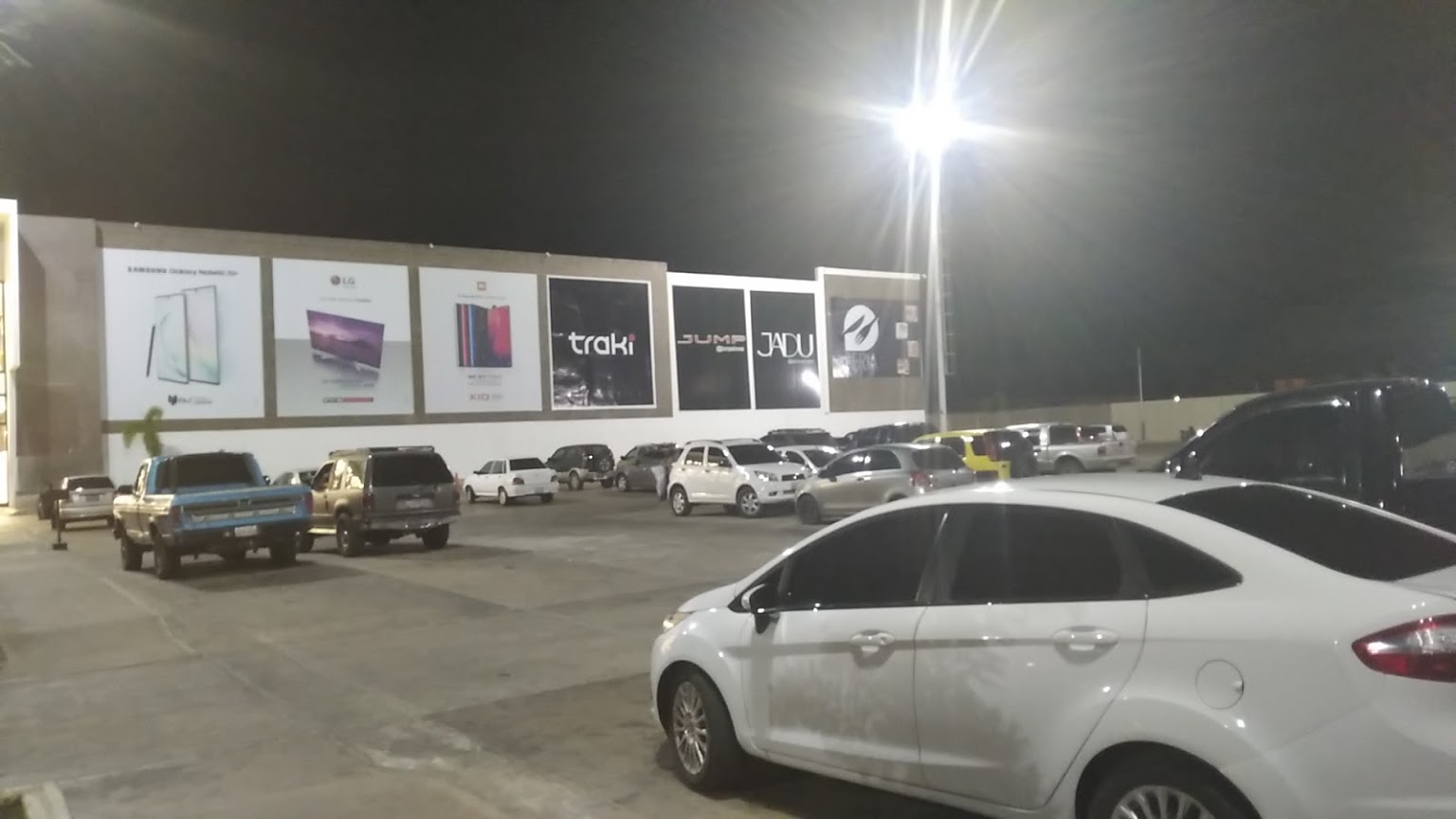
Centro comercial Valle de la Pascua.

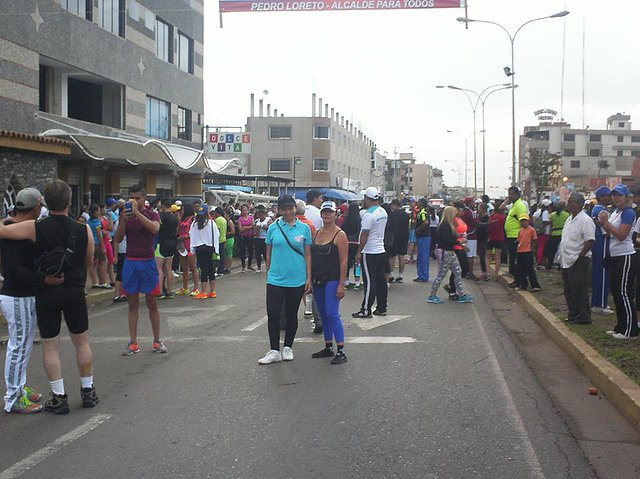
Avenida Rómulo Gallegos.

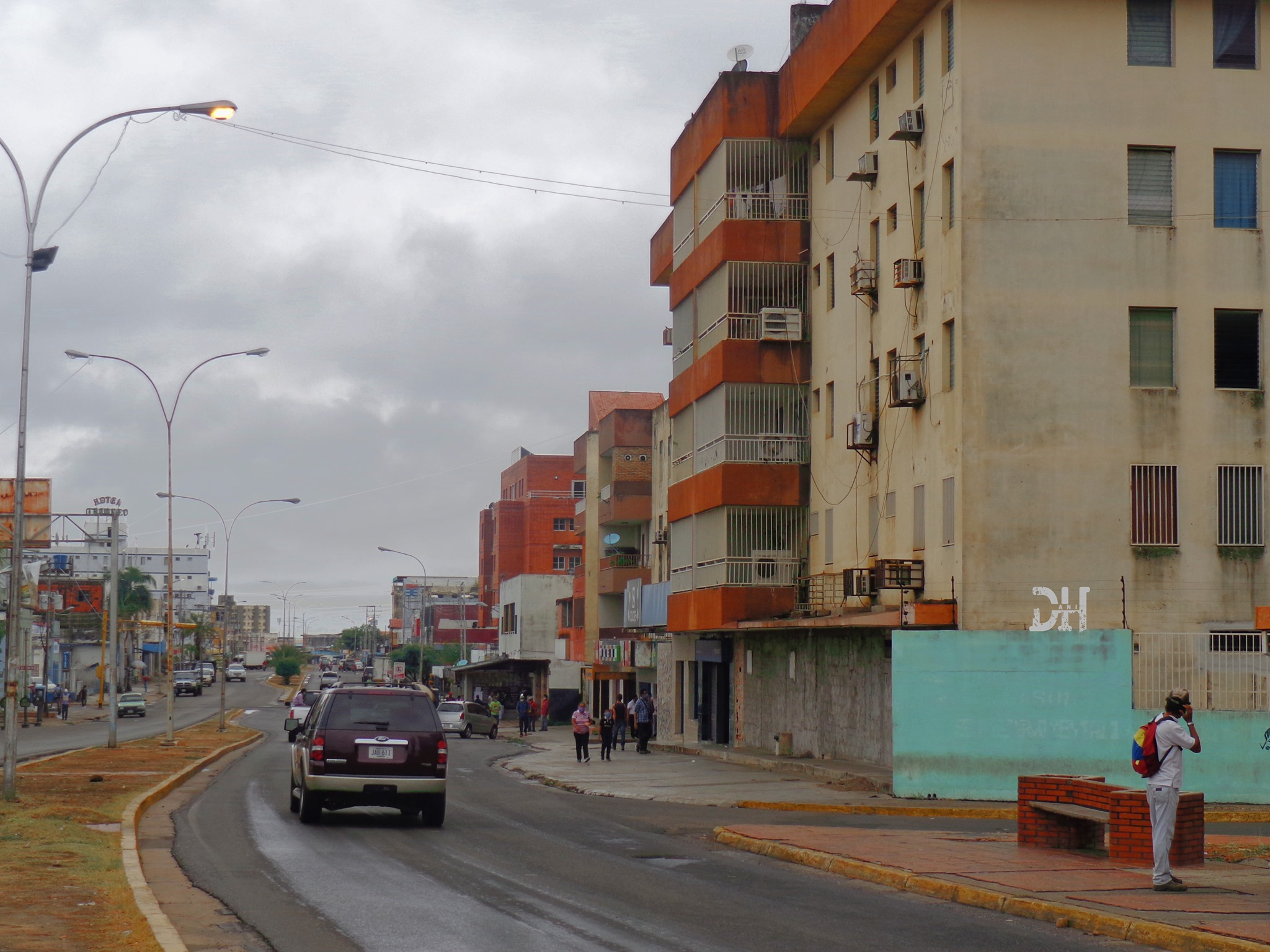
Valle de la Pascua La Princesa del Llano.

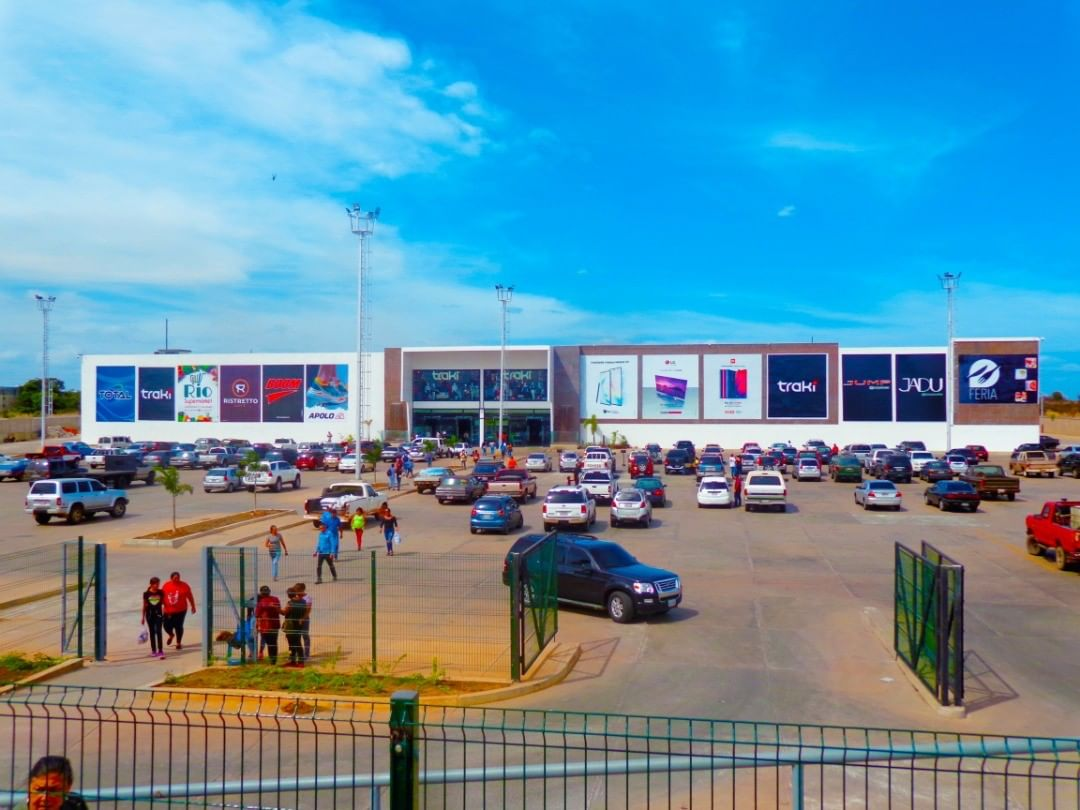
Centro Comercial HiperGalerías Valle de la Pascua.

Temperaturas y precipitaciones
| Parámetros climáticos promedio de Valle de la Pascua, Venezuela | Parámetros climáticos promedio de Valle de la Pascua, Venezuela | Parámetros climáticos promedio de Valle de la Pascua, Venezuela | Parámetros climáticos promedio de Valle de la Pascua, Venezuela | Parámetros climáticos promedio de Valle de la Pascua, Venezuela | Parámetros climáticos promedio de Valle de la Pascua, Venezuela | Parámetros climáticos promedio de Valle de la Pascua, Venezuela | Parámetros climáticos promedio de Valle de la Pascua, Venezuela | Parámetros climáticos promedio de Valle de la Pascua, Venezuela | Parámetros climáticos promedio de Valle de la Pascua, Venezuela | Parámetros climáticos promedio de Valle de la Pascua, Venezuela | Parámetros climáticos promedio de Valle de la Pascua, Venezuela | Parámetros climáticos promedio de Valle de la Pascua, Venezuela | Parámetros climáticos promedio de Valle de la Pascua, Venezuela |
| Mes                                                             | Ene.                                                            | Feb.                                                            | Mar.                                                            | Abr.                                                            | May.                                                            | Jun.                                                            | Jul.                                                            | Ago.                                                            | Sep.                                                            | Oct.                                                            | Nov.                                                            | Dic.                                                            | Anual                                                           |
| --------------------------------------------------------------- | --------------------------------------------------------------- | --------------------------------------------------------------- | --------------------------------------------------------------- | --------------------------------------------------------------- | --------------------------------------------------------------- | --------------------------------------------------------------- | --------------------------------------------------------------- | --------------------------------------------------------------- | --------------------------------------------------------------- | --------------------------------------------------------------- | --------------------------------------------------------------- | --------------------------------------------------------------- | --------------------------------------------------------------- |
| Temp. máx. abs. (°C)                                            | 40.0                                                            | 41.0                                                            | 43.0                                                            | 43.0                                                            | 41.0                                                            | 40.0                                                            | 38.0                                                            | 38.0                                                            | 40.0                                                            | 41.0                                                            | 41.0                                                            | 40.0                                                            | 40.5                                                            |
| Temp. máx. media (°C)                                           | 34.0                                                            | 37.0                                                            | 37.0                                                            | 37.0                                                            | 35.0                                                            | 33.0                                                            | 31.0                                                            | 31.0                                                            | 32.0                                                            | 34.0                                                            | 35.0                                                            | 33.0                                                            | 35.0                                                            |
| Temp. media (°C)                                                | 26.5                                                            | 29.5                                                            | 30.5                                                            | 30.5                                                            | 29.0                                                            | 27.5                                                            | 26.0                                                            | 26.0                                                            | 27.0                                                            | 28.5                                                            | 28.5                                                            | 27.5                                                            | 28.0                                                            |
| Temp. mín. media (°C)                                           | 20.0                                                            | 22.0                                                            | 24.0                                                            | 24.0                                                            | 23.0                                                            | 22.0                                                            | 21.0                                                            | 21.0                                                            | 22.0                                                            | 23.0                                                            | 22.0                                                            | 22.0                                                            | 22.2                                                            |
| Temp. mín. abs. (°C)                                            | 13.0                                                            | 14.0                                                            | 18.0                                                            | 18.0                                                            | 17.0                                                            | 16.0                                                            | 15.0                                                            | 15.0                                                            | 17.0                                                            | 17.0                                                            | 16.0                                                            | 14.0                                                            | 17.0                                                            |
| Precipitación total (mm)                                        | 2.5                                                             | 3.7                                                             | 5.7                                                             | 39.6                                                            | 96.4                                                            | 140.6                                                           | 183.5                                                           | 178.6                                                           | 134.9                                                           | 93.5                                                            | 55.5                                                            | 21.3                                                            | 955.6                                                           |
| Días de lluvias (≥ )                                            | 1                                                               | 1                                                               | 1                                                               | 5                                                               | 11                                                              | 16                                                              | 18                                                              | 18                                                              | 14                                                              | 11                                                              | 6                                                               | 3                                                               | 105                                                             |
| Horas de sol                                                    | 300                                                             | 279                                                             | 281                                                             | 247                                                             | 288                                                             | 278                                                             | 308                                                             | 274                                                             | 277                                                             | 281                                                             | 255                                                             | 272                                                             | 3340                                                            |
| Humedad relativa (%)                                            | 50                                                              | 43                                                              | 47                                                              | 63                                                              | 83                                                              | 93                                                              | 97                                                              | 97                                                              | 95                                                              | 94                                                              | 91                                                              | 73                                                              | 77.2                                                            |
| Fuente: The Weather Channel Interactive, Inc. Marzo de 2021     |                                                                 |                                                                 |                                                                 |                                                                 |                                                                 |                                                                 |                                                                 |                                                                 |                                                                 |                                                                 |                                                                 |                                                                 |                                                                 |

### Hidrografía
La Zona se encuentra enmarcado dentro de las cuencas hidrográficas de los ríos Unare, cuyo río más importante es el Tamanaco, además de las quebradas: Honda, El Arenal y Agua Salada y la cuenca del Orinoco, donde el río más importante es el Manapire.
Dentro de la ciudad destacan: La Laguna del pueblo (llamada así porque antiguamente era la principal fuente de agua para la población), La Laguna del Rosario, el Caño de la Vigía y La Quebrada de la Pascua, la cual atraviesa a la ciudad casi por completo. La reserva de agua más grande de la Zona es la Represa de Tamanaco, la cual surte del vital líquido a toda la población.

### Vegetación
La vegetación de gramíneas, combinada con arbustos y árboles cubre la mayor parte de la zona. Existen dos variantes de selva: selvas en la base de la cordillera y en las riberas fluviales, y selvas de galería, con ricas maderas como la caoba. La explotación irracional de estos espacios extingue rápidamente muchas especies.
También encontramos otras especies como el moriche, samán, cují negro y chaparro.

### Fauna
Existe una gran variedad de especies, tales como el corocoro, el pavo real, el paují, la pavita rosada, la chirindera, la guacharaca, el tingo-tingo, el tordito, el cucarachero, el gavilán pollero. En los caños y morichales abundan especies como el pavón, la guabina, el bagre y el coporo, y en el parque nacional Aguaro Guariquito abundan el manatí, el perro de agua, el caimán del Orinoco, el galápago, el venado, el cunaguaro y tigrito.

## Educación
- Universidad Nacional Experimental Simón Rodríguez
- Universidad Nacional Experimental Rómulo Gallegos (UNERG) — Núcleo de Valle de la Pascua.
- Universidad Nacional Experimental Politécnica de la Fuerza Armada Bolivariana (UNEFA)
- Universidad Nacional Abierta
- Universidad Pedagógica Experimental Libertador
- Universidad Bolivariana de Venezuela
- Instituto Universitario de Tecnología de los Llanos (IUTLL)
- Universidad de Ciencias de la salud
- Universid Bolivariana de Venezuela

## Lugares de interés

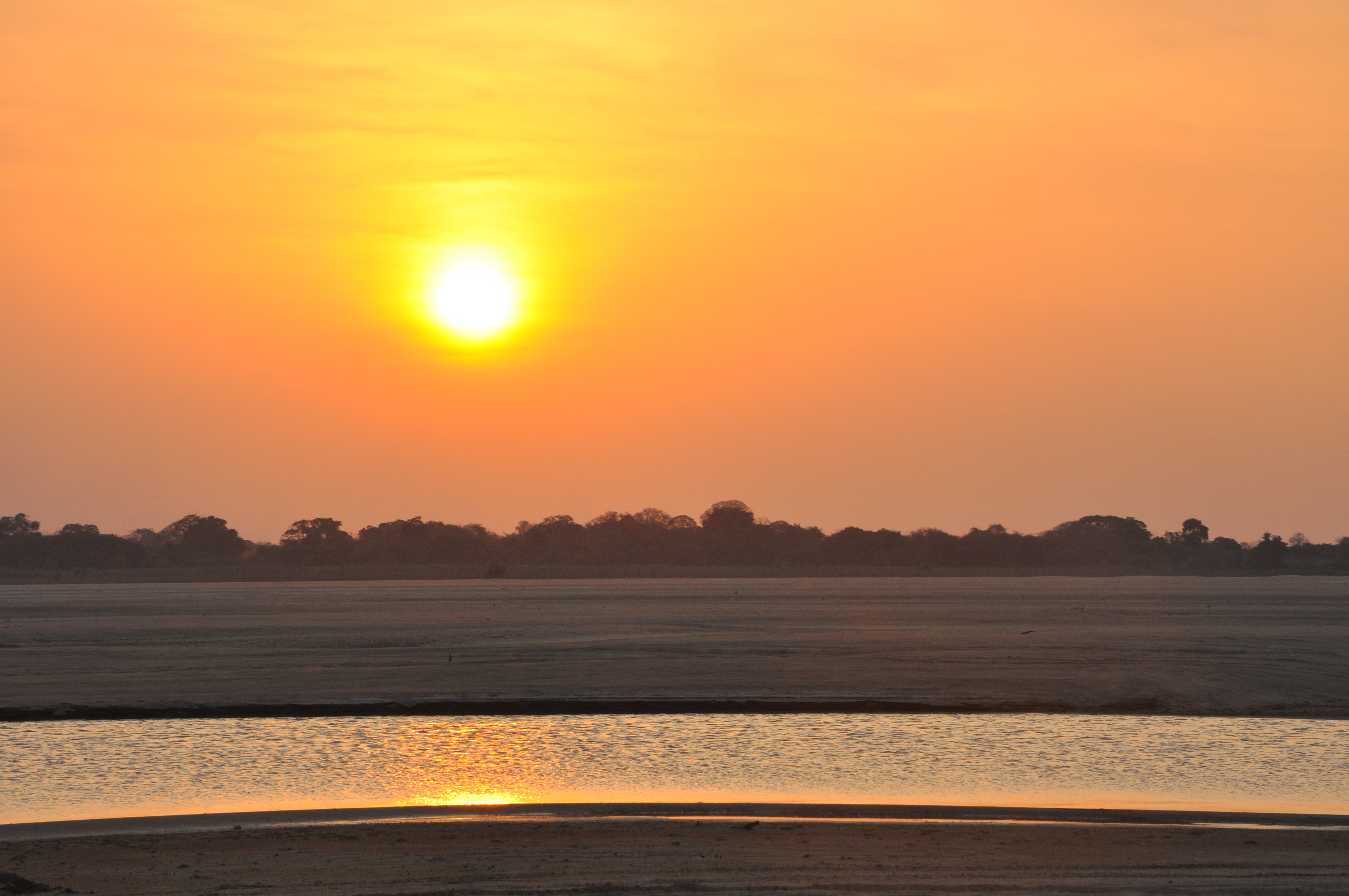
Parque Hileros de Parmana Muy cerca de Valle de la Pascua

### Organismos de seguridad ciudadana
- Cuerpo de Bomberos y administración de emergencia de carácter civil ubicado en la avenida Rómulo Gallegos oeste#174

- Protección Civil y Administración de desastre ubicado en la calle Panamá c/c Av. Manapire

- Instituto Autónomo de Policía Administrativa y Tránsito del Municipio Infante ubicado en la avenida las Industrias

- Policía del estado Guárico ubicada en la calle de Bolívar cruce con avenida Libertador.

- Policía Nacional Bolivariana ubicada en la avenida Las Industrias oeste.

- Guardia Nacional Bolivariana ubicada en la avenida José Félix Ribas.

- CONAS ubicado en el Centro Comercial Hiper Galerías.

- SEBIN Ubicado en la calle Páez vía a El Corozo.

- Banda Ciudadana ubicada en la calle Atarraya sur.